# Liste der Biografien/Seq
Liste der Biografien |
Portal Biografien |
Personensuche
# |
A |
B |
C |
D |
E |
F |
G |
H |
I |
J |
K |
L |
M |
N |
O |
P |
Q |
R |
S |
T |
U |
V |
W |
X |
Y |
Z |
?
 
Sa |
Sb |
Sc |
Sd |
Se |
Sf |
Sg |
Sh |
Si |
Sj |
Sk |
Sl |
Sm |
Sn |
So |
Sp |
Sq |
Sr |
Ss |
St |
Su |
Sv |
Sw |
Sy |
Sz
 
Sea |
Seb |
Sec |
Sed |
See |
Sef |
Seg |
Seh |
Sei |
Sej |
Sek |
Sel |
Sem |
Sen |
Seo |
Sep |
Seq |
Ser |
Ses |
Set |
Seu |
Sev |
Sew |
Sex |
Sey |
Sez
Die Liste der Biografien führt alle Personen auf, die in der deutschsprachigen Wikipedia einen Artikel haben. Dieses ist eine Teilliste mit 28 Einträgen von Personen, deren Namen mit den Buchstaben „Seq“ beginnt.

## Seq

### Seqe
- Seqenenre, altägyptischer König

### Sequ
- Sequeira, Bemvindo (* 1947), brasilianischer Schauspieler, Komiker, Autor und Theaterregisseur
- Sequeira, Diogo Lopes de, portugiesischer Seefahrer und Entdecker
- Sequeira, Domingos de (1768–1837), portugiesischer Maler, Radierer und Lithograf
- Sequeira, Douglas (* 1977), costa-ricanischer Fußballspieler
- Sequeira, Francisco Caneiro de († 1652), portugiesischer Kolonialsoldat
- Sequeira, Horacio (* 1995), uruguayischer Fußballspieler
- Sequeira, John Baptist (1930–2019), indischer Geistlicher, römisch-katholischer Bischof von Chikmagalur
- Sequeira, José Agostinho (* 1959), osttimoresischer Politiker
- Sequeira, Luis, Kostümbildner
- Sequeira, Malcolm (* 1961), indischer Geistlicher, römisch-katholischer Bischof von Amravati
- Sequeira, Naomi (* 1994), australische Schauspielerin und Sängerin
- Sequeira, Noémia (* 1980), osttimoresische Politikerin
- Sequeira, Patrícia (* 1973), portugiesische Film- und Fernsehregisseurin und Drehbuchautorin
- Sequeira, Patrick (* 1999), costa-ricanischer Fußballspieler
- Sequens, František (1836–1896), tschechischer Kirchen- und Historienmaler
- Sequens, Jiří (1922–2008), tschechischer Schauspieler, Regisseur und Drehbuchautor
- Sequenz, Heidemarie (* 1958), österreichische Politikerin (Grüne), Landtagsabgeordnete
- Sequenz, Heinrich (1895–1987), österreichischer Elektrotechniker
- Sequenz, Ilse (1912–2010), österreichische Architektin
- Sequenz, Oliver (* 1981), deutscher Journalist und Fernsehmoderator
- Sequera, Milagros (* 1980), venezolanische Tennisspielerin
- Sequester, Vibius, römischer Autor
- Sequeyro, Adela (1901–1992), mexikanische Schauspielerin, Filmregisseurin, Journalistin und Schriftstellerin
- Séquin, Carl Arnold (1845–1899), Schweizer Architekt
- Sequoia, Kieran (* 1986), kanadische Schauspielerin, Filmproduzentin und Drehbuchautorin
- Sequoyah († 1843), Entwickler eines indianischen AlphabetsSequoyah († 1843)

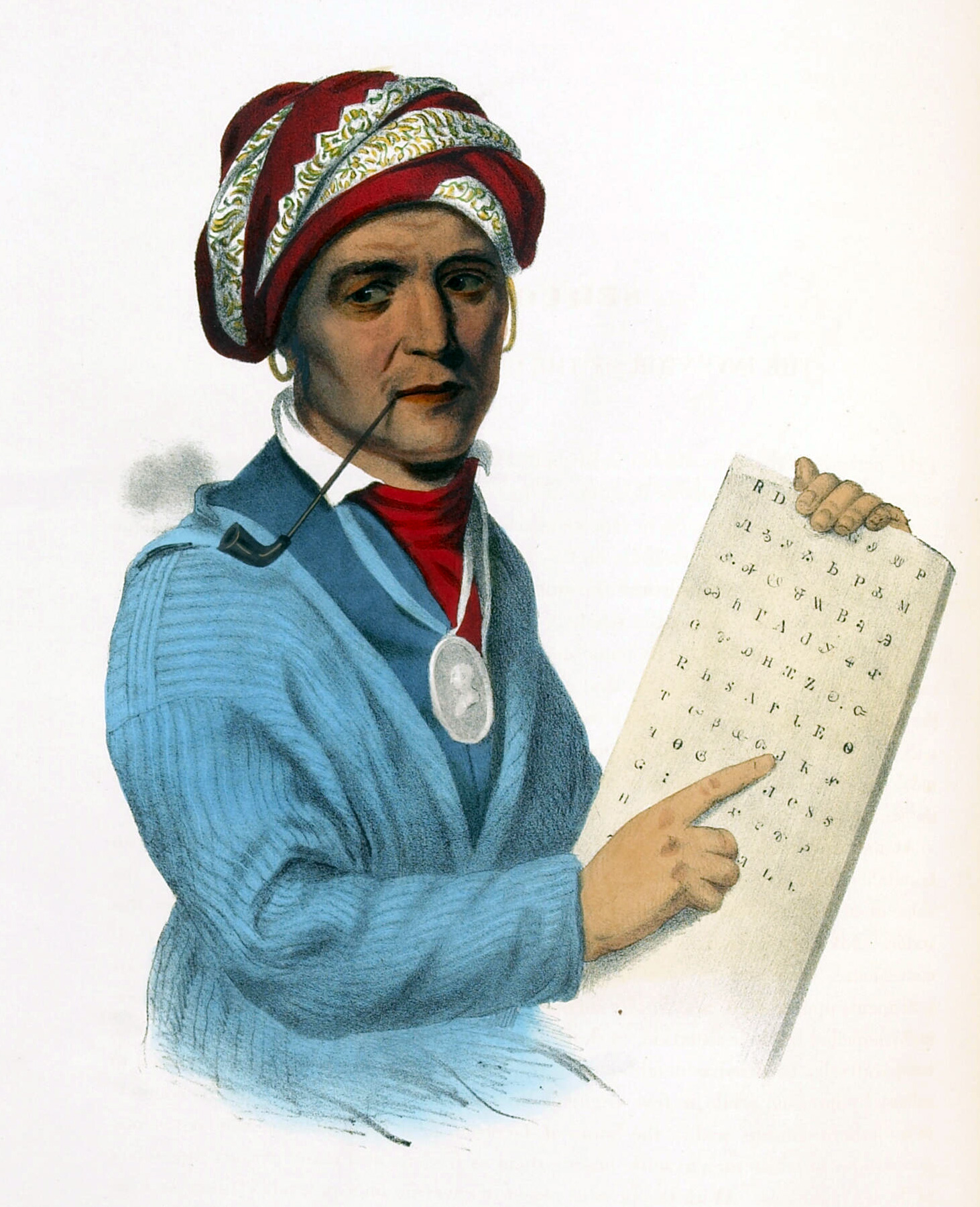
Sequoyah († 1843)

- Sequoyah, Johnny (* 2002), US-amerikanische Schauspielerin